# Micronèsia Espanyola
La Micronèsia Espanyola, també anomenada Illes de la Micronèsia Espanyola, és el nom no oficial que reben diversos territoris de l'Oceà Pacífic que anteriorment estaven en el domini espanyol. Són un conjunt d'atols poc habitats que estàn a uns 120 quilòmetres dels Estats Federats de Micronèsia i a 180 de l'illa de Pohnpei.
Espanya va vendre els territoris de la Micronèsia, per tant, s'entenia que volia cedir la totalitat d'illes, però com que en aquella època els mapes podien contenir errors, els cinc atols, degudes les seves dimensions no estaven dibuixats. Aquests són Mapia (Güedes), Kapingamarangi (Pescadores), Nukuoro (Monteverde), Rongrik (Coroa) i Ulithi (Islas de los Garbanzos).
El 2014 el govern espanyol va tancar qualsevol especulació de reclamació i domini dels atols per part d'Espanya després que un senador realitzés la pregunta, a continuació, la resposta donada.
| « | En relación con la pregunta formulada, se indica que al Gobierno no le consta la existencia de islas en el Pacífico aún bajo soberanía o administración española o que pudieran ser objeto de alguna clase de pretensión por parte de nuestro Estado. Además, la ausencia de una activa reivindicación de un territorio y el largo transcurso del tiempo impiden considerar la validez de cualquier título al respecto. | » |

Amb la resposta, el govern espanyol va afirmar que les illes van ser venudes, a més va argumentar que no hi havia raons que Espanya vengués tots els territoris excepte aquests atols d'escàs valor econòmic.

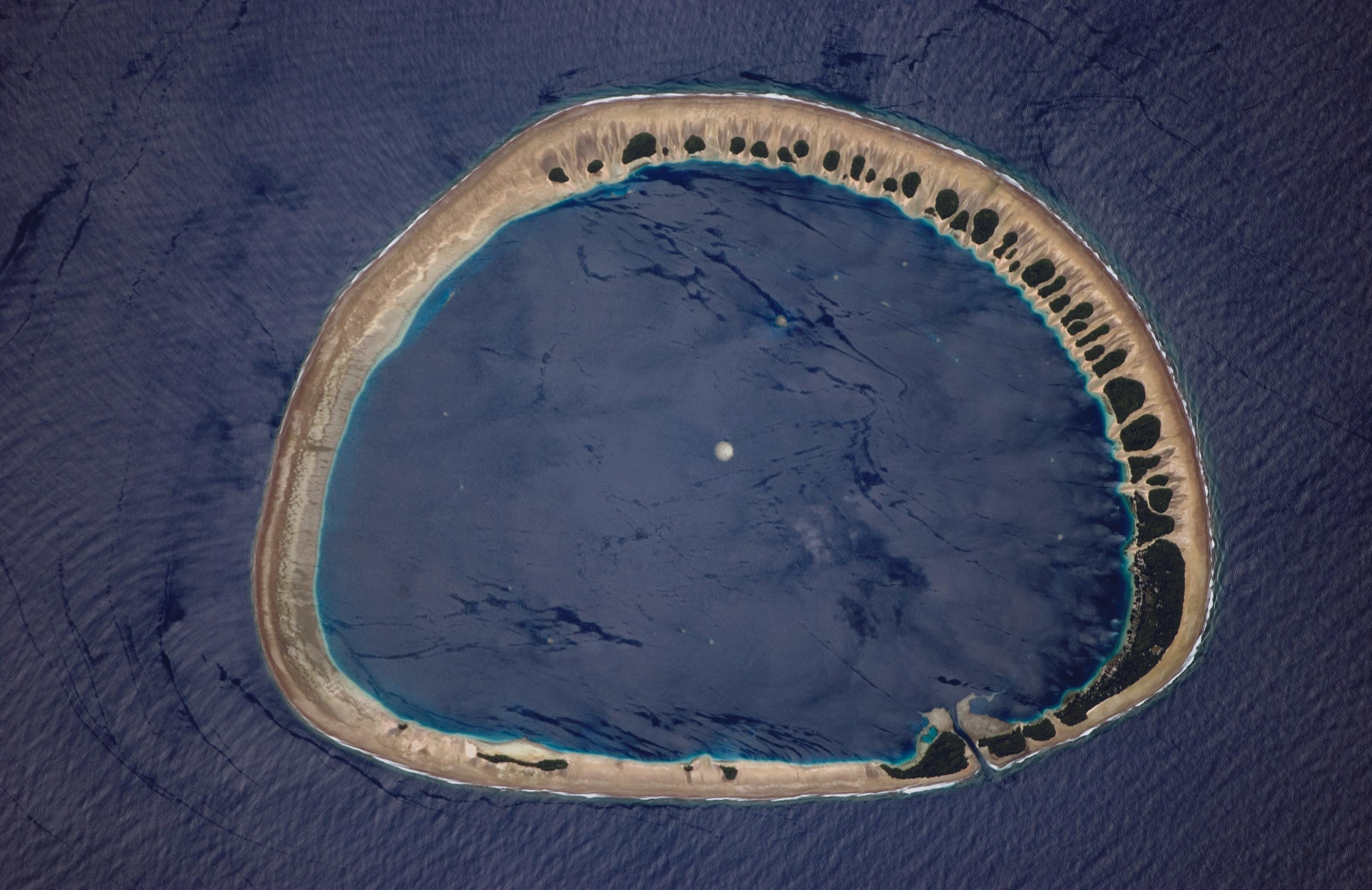
Imatge de satèl·lit de l'atol de Nukuoro.

La població s'estableix principalment en els atols de Nukuoro i Ulithi i de forma reduïda a Mapia, dos terços del total se situen a l'illa de Falalop i la resta entre l'Illa Nukuoro i l'illa de Bras, menys del 3% de la població total viu en una illa fora de les anteriors.
Els cinc atols van ser nombrats pel mateix descobridor Toribio Alonso de Salazar l'any 1526 amb paraules de procedència espanyola, fins poc després del 1899 que segons la resposta del govern espanyol van passar a ser part de l'Imperi Germànic i de la mateixa manera també van canviar de nom. L'actual atol de Mapia, en el moment de ser descobert va rebre el nom en català de Güedes mentre que Kapingamarangi era l'anomenat Pescadores, el nom, es creu que era derivat a la gran quantitat d'espècies marines, peixos i corall que s'hi troba. Monteverde que en l'actualitat ha passat a anomenar-se Nukuoro, és l'atol amb més vegetació dels cinc, aquest té una forma semblant a una muntanya però sense altitud, d'aquí ve el nom en espanyol; i Ulithi, anomenat anteriorment Isla de los Garbanzos, el nom es relacionava amb la gran quantitat d'illes petites que vistes des de lluny en l'actualitat s'assemblen en cigrons escampats.

## Situació
Ulithi, la més gran de les illes o atols se situa dins el conjunt de les Illes Carolines a 191 quilòmetres de l'illa de Yap. Nukuoro, se situa a 256 quilòmetres de l'illa de Pohnpei, la principal dels Estats Federats de Micronèsia. Rongerik, l'únic atol inhabitat, se situa just a 400 quilòmetres de la capital de les Illes Marshall, Dalap-Uliga-Darrit, d'on també en forma part. Kapinamarangi se situa bastant a prop de Nukuoro, a 112 quilòmetres, aquest, es troba just al voltant de l'anell que envolta el límit del Mar de Bismark. La darrera és Mapia que se situa molt distant a les demès, a 154 quilòmetres de la costa d'Indonèsia, d'on actualment en forma part.